# Vidal (Trabada)
Vidal (llamada oficialmente San Mateo de Vidal) es una parroquia española del municipio de Trabada, en la provincia de Lugo, Galicia.

## Otras denominaciones
La parroquia también es conocida por el nombre de San Mateu de Vidal.

## Organización territorial
La parroquia está formada por diez entidades de población:

### Entidades de población
Entidades de población que forman parte de la parroquia:
- Campo (O Campo)
- Carril
- Castro (O Castro)
- Cima de Vila
- Portela
- Requeixo
- Soutillán
- Trástigos

### Despoblados
Despoblados que forman parte de la parroquia:
- Choza (A Choza)
- Val das Eguas (O Val das Eguas)

## Demografía
| Gráfica de evolución demográfica de Vidal entre 2000 y 2021 |
|                                                             |
| Datos según el nomenclátor publicado por el INE.            |